# Kgoro
Kgoro est une ville du Botswana.